# Distrito de Poitiers
El distrito de Poitiers es un distrito (en francés arrondissement) de Francia, que se localiza en el departamento de Vienne, de la región de Poitou-Charentes. Cuenta con 15 cantones y 87 comunas.
La capital de un departamento se llama subprefectura (sous-préfecture). Cuando un distrito contiene la prefectura (capital) del departamento -como en el caso de Poitiers- esa prefectura es también la capital del distrito, comportándose como prefectura y como subprefectura.

## División territorial

### Cantones
Los cantones del distrito de Poitiers son:
1. Cantón de Lusignan
2. Cantón de Mirebeau
3. Cantón de Neuville-de-Poitou
4. Cantón de Poitiers-1
5. Cantón de Poitiers-2
6. Cantón de Poitiers-3
7. Cantón de Poitiers-4
8. Cantón de Poitiers-5
9. Cantón de Poitiers-6
10. Cantón de Poitiers-7
11. Cantón de Saint-Georges-lès-Baillargeaux
12. Cantón de Saint-Julien-l'Ars
13. Cantón de La Villedieu-du-Clain
14. Cantón de Vivonne
15. Cantón de Vouillé

### Comunas
| 1. Amberre (86002)                         | 2. Aslonnes (86010)            | 3. Avanton (86016)                | 4. Ayron (86017)                  |
| 5. Benassay (86021)                        | 6. Biard (86027)               | 7. Bignoux (86028)                | 8. Blaslay (86030)                |
| 9. Bonnes (86031)                          | 10. Buxerolles (86041)         | 11. Béruges (86024)               | 12. Celle-Lévescault (86045)      |
| 13. Chabournay (86048)                     | 14. Chalandray (86050)         | 15. Champigny-le-Sec (86053)      | 16. La Chapelle-Montreuil (86056) |
| 17. La Chapelle-Moulière (86058)           | 18. Charrais (86060)           | 19. Chasseneuil-du-Poitou (86062) | 20. Cheneché (86071)              |
| 21. Cherves (86073)                        | 22. Chiré-en-Montreuil (86074) | 23. Château-Larcher (86065)       | 24. Cissé (86076)                 |
| 25. Cloué (86080)                          | 26. Coulombiers (86083)        | 27. Croutelle (86088)             | 28. Cuhon (86089)                 |
| 29. Curzay-sur-Vonne (86091)               | 30. Dienné (86094)             | 31. Dissay (86095)                | 32. Fleuré (86099)                |
| 33. Fontaine-le-Comte (86100)              | 34. Frozes (86102)             | 35. Gizay (86105)                 | 36. Iteuil (86113)                |
| 37. Jardres (86114)                        | 38. Jaunay-Clan (86115)        | 39. Jazeneuil (86116)             | 40. Latillé (86121)               |
| 41. Lavausseau (86123)                     | 42. Lavoux (86124)             | 43. Ligugé (86133)                | 44. Liniers (86135)               |
| 45. Lusignan (86139)                       | 46. Maillé (86142)             | 47. Maisonneuve (86144)           | 48. Marigny-Brizay (86146)        |
| 49. Marigny-Chemereau (86147)              | 50. Marnay (86148)             | 51. Marçay (86145)                | 52. Massognes (86150)             |
| 53. Mignaloux-Beauvoir (86157)             | 54. Migné-Auxances (86158)     | 55. Mirebeau (86160)              | 56. Montamisé (86163)             |
| 57. Montreuil-Bonnin (86166)               | 58. Neuville-de-Poitou (86177) | 59. Nieuil-l'Espoir (86178)       | 60. Nouaillé-Maupertuis (86180)   |
| 61. Poitiers (86194)                       | 62. Pouillé (86198)            | 63. Quinçay (86204)               | 64. Le Rochereau (86208)          |
| 65. Roches-Prémarie-Andillé (86209)        | 66. Rouillé (86213)            | 67. Saint-Benoît (86214)          | 68. Saint-Cyr (86219)             |
| 69. Saint-Georges-lès-Baillargeaux (86222) | 70. Saint-Julien-l'Ars (86226) | 71. Saint-Sauvant (86244)         | 72. Sanxay (86253)                |
| 73. Savigny-Lévescault (86256)             | 74. Smarves (86263)            | 75. Sèvres-Anxaumont (86261)      | 76. Tercé (86268)                 |
| 77. Thurageau (86271)                      | 78. Varennes (86277)           | 79. Vendeuvre-du-Poitou (86281)   | 80. Vernon (86284)                |
| 81. La Villedieu-du-Clain (86290)          | 82. Villiers (86292)           | 83. Vivonne (86293)               | 84. Vouillé (86294)               |
| 85. Vouneuil-sous-Biard (86297)            | 86. Vouzailles (86299)         | 87. Yversay (86300)               |                                   |